# 希什博维尔
希什博维尔（法語：Chicheboville，法語發音：[ʃiʃbɔvil] ⓘ）是法国卡尔瓦多斯省的一个旧市镇，属于卡昂区。2017年，希什博维尔与市镇穆尔特合并为新市镇穆尔特-希什博维尔。

## 地理
希什博维尔（49°6'36"N, 0°13'1"W）面积7.54 平方千米，位于法国诺曼底大区卡爾瓦多斯省，该省份为法国西北部沿海省份，北濒大西洋英吉利海峡，东北与滨海塞纳省以海上边界相接，东临厄尔省，南至奧恩省，西与芒什省接壤。
与希什博维尔接壤的市镇（或旧市镇、城区）包括：贝朗格勒维尔、比伊、孔特维尔、加尔塞勒-塞克维尔、穆尔特、维蒙。

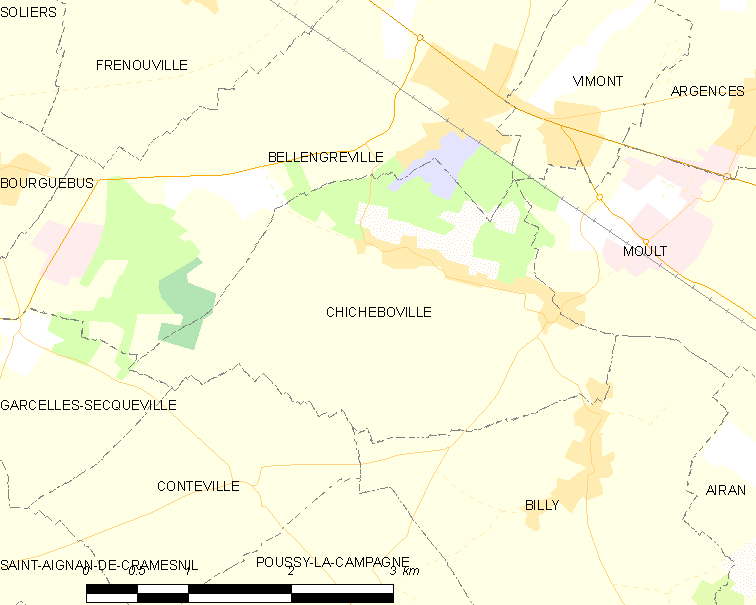
希什博维尔的OSM定位图

希什博维尔的时区为UTC+01:00、UTC+02:00（夏令时）。

## 行政
希什博维尔的邮政编码为14370，INSEE市镇编码为14158。

## 政治
希什博维尔所属的省级选区为特罗阿恩县。

## 人口

1962-2008年间希什博维尔人口变化图示

希什博维尔于2018年1月1日时的人口数量为548人。